# 五味
有關中藥，見五味子
五味是指根據中醫理論，人的五種能嚐到的味道，同時亦對應五行。按清代乾隆年間吳儀洛著《本草從新・藥性總義》：
凡酸屬木入肝，苦屬火入心，甘屬土入脾，辛屬金入肺，鹹屬水入腎，此五味之義也。
總結表列如下：
| 五行 | 木 | 火 | 土 | 金 | 水 |
| ---- | -- | -- | -- | -- | -- |
| 五味 | 酸 | 苦 | 甘 | 辛 | 鹹 |

## 另見
- 五行

1. ↑  《本草從新・藥性總義》